# Бранденбергер, Жак Эдвин
Жак Эдвин Бранденбергер (нем. Jacques Edwin Brandenberger; 1872—1954) — швейцарский химик и инженер, изобретатель целлофана.

## Биография
Родился 19 октября 1872 года в Цюрихе.
После окончания в Цюрихе школы и колледжа, изучал химию в Бернском университете, по окончании которого получил степень бакалавра с отметкой Summa cum laude.
Затем Бранденбергер уехал во Францию, где и работал экспертом по крашению на текстильных фабриках в Нормандии и в городе Ремирмоне. В 1904 году Жак Эдвин работал в компании Blanchisserie et Teinturerie de Thaon. Намереваясь создать влагонепроницаемое покрытие для тканей, спасающее их от загрязнения, в ходе своих исследований он покрывал материал жидкой вискозой. Поэкспериментировав с различными способами нанесения вискозы на ткань, Бранденбергер обнаружил, что с верхней части ткани можно было снять тонкую прозрачную пленку — он понял, что у этого нового материала есть много потенциальных применений, и сосредоточил на нем свое внимание.
В 1908 году Бранденбергергом была разработана первая машина для производства материала из целлюлозы, названного Cellophane. Свои патенты на изобретение он передал в 1917 году компании La Cellophane SA, основанной в 1913 году в Безоне. В 1923 году американская компания DuPont и La Cellophane SA создали совместное предприятие для охвата рынка США. Вплоть до 1950-х годов Жак Эдвин Бранденбергер получил множество патентов на производственные процессы в области изготовления и применения своих прозрачных пленок. Поскольку срок действия первых патентов на производство целлофана истёк уже в 1920-х годах, его производили и производят по настоящее время другие химические предприятия по всему миру.
Умер 13 июля 1954 года в Цюрихе.
В 1937 году Жак Эдвин Бранденбергер был удостоен медали Эллиота Крессона; в 2006 году он был введён в Национальный зал славы изобретателей.